# Östra Fjälltjärnen
Östra Fjälltjärnen är en sjö i Hagfors kommun i Värmland och ingår i Göta älvs huvudavrinningsområde.